# Mordellistena rufifrons
Mordellistena rufifrons es una especie de coleóptero de la familia Mordellidae.

## Distribución geográfica
Habita en Croacia.